# Triguères

Triguères este o comună în departamentul Loiret din centrul Franței. În 1 ianuarie 2022 avea o populație de 1.267 de locuitori.